# Cimetière du Nord (Düsseldorf)
Le cimetière du Nord (Nordfriedhof) est le cimetière le plus important de Düsseldorf, capitale de la Rhénanie-du-Nord-Westphalie, et le plus connu. Nombre de personnalités y reposent. Il s'étend sur 70 hectares au nord-ouest de Derendorf près de Golzheim et Unterrath. Il est délimité par la Ulmenstraße, la Hugo-Viehoff-Straße, la Danziger Straße et le Thewissenweg.

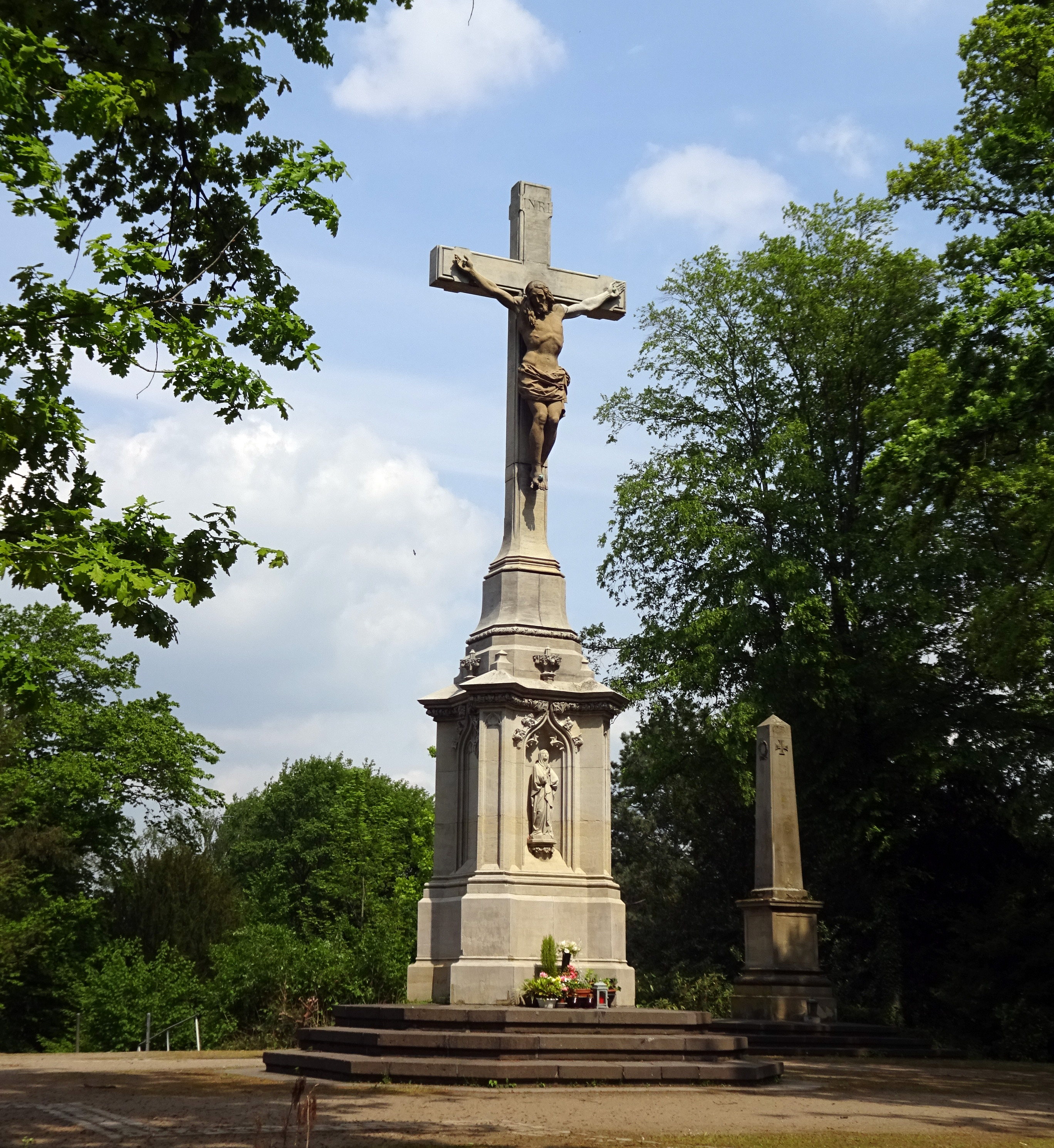
Grande croix de calvaire au Millionenhügel.

## Généralités

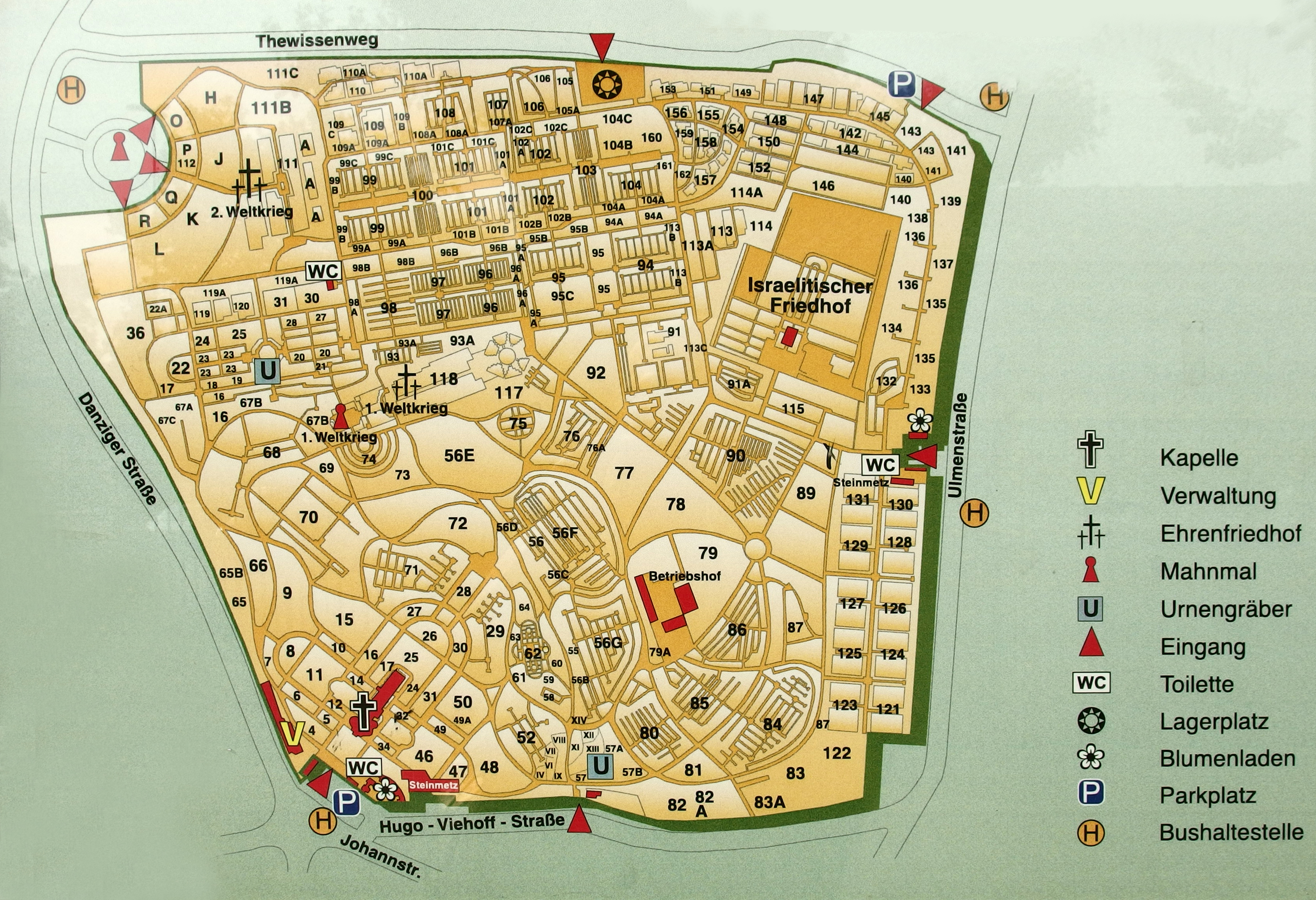
Plan.

Ce cimetière municipal a été ouvert en 1884 et abrite aujourd'hui environ 50 000 sépultures et la dépouille ou les cendres de 200 000 personnes. Il possède six entrées, l'entrée principale se situant au croisement de la Danziger Straße et de la Johannstraße. Près de l'entrée principale se trouve la partie la plus ancienne du cimetière sur 21 hectares. Depuis 1987, il est placé, ainsi que la chapelle du cimetière, sous la protection des monuments à préserver à cause du grand nombre de sépultures intéressantes, soit par leur aspect architectural ou artistique soit pour la notoriété historique des personnalités inhumées. La partie préservée la plus remarquable est le Millionenhügel, point culminant du cimetière, avec le plus de sépultures présentant un intérêt architectural. Un nouveau petit cimetière juif (qui avait été ouvert en 1923, puis vandalisé) est accessible par l'entrée du 236 Ulmenstraße et présente des tombes modernes ; il n'est pas administré par la municipalité et le cimetière du Nord de Düsseldorf, mais par la communauté locale juive. Il est fermé le sabbat, la nuit et les jours de fête.
On remarque de nombreuses chapelles funéraires en forme de petites chapelles votives ainsi que des mausolées dans les différentes divisions du cimetière.

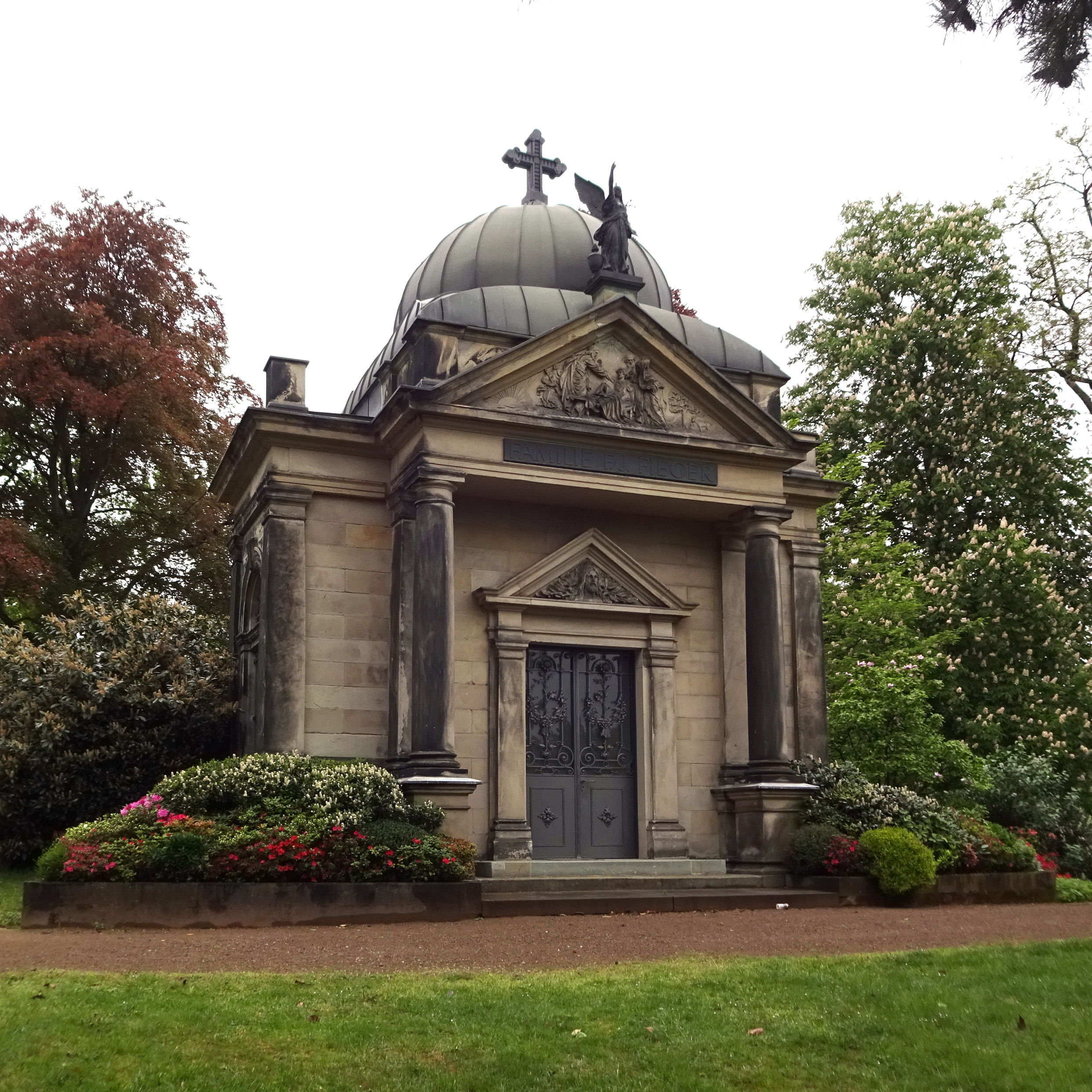
Mausolée de la famille des industriels Grillo dont la concession a été reprise par la famille Fieger dans les années 1960.
Chapelle funéraire de la famille Heyen construite en 1908 par Meng & Liebetrau.
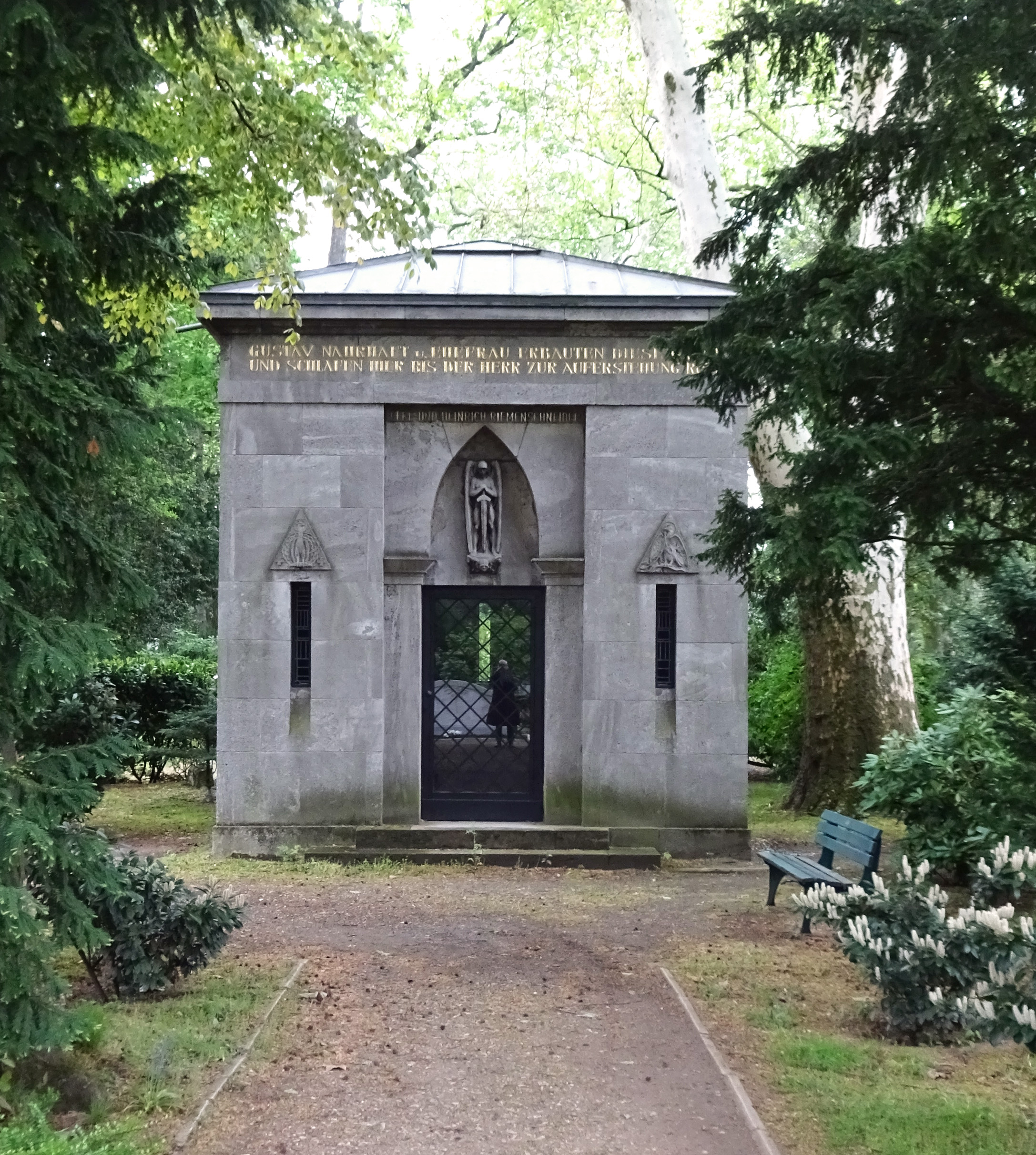
Mausolée Nahrhaft dont la concession a été reprise en 1983 par l'acteur Heinrich Riemenschneider (1924-2013) et son épouse, la ballerine Elke Holle.
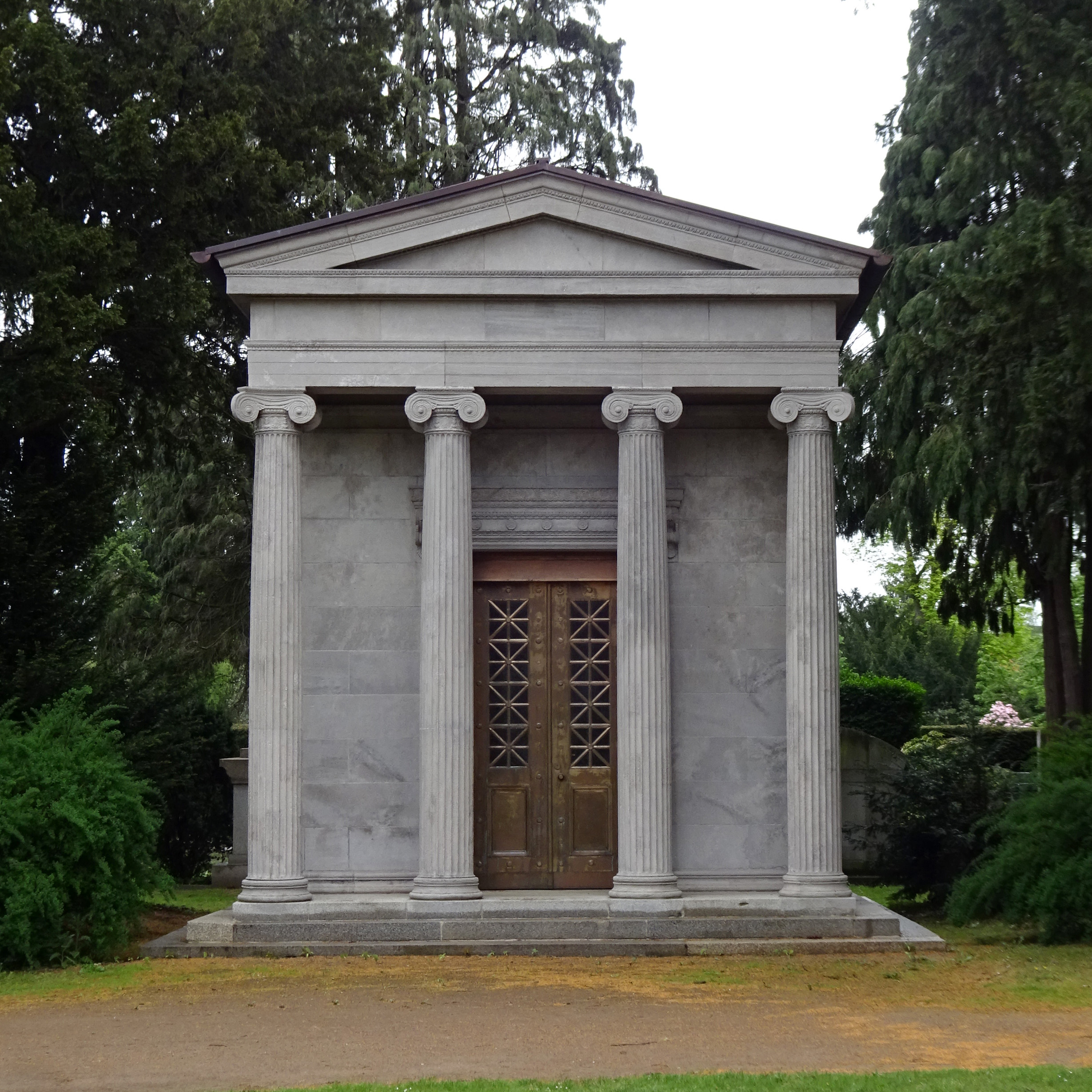
Mausolée Neyland en marbre.
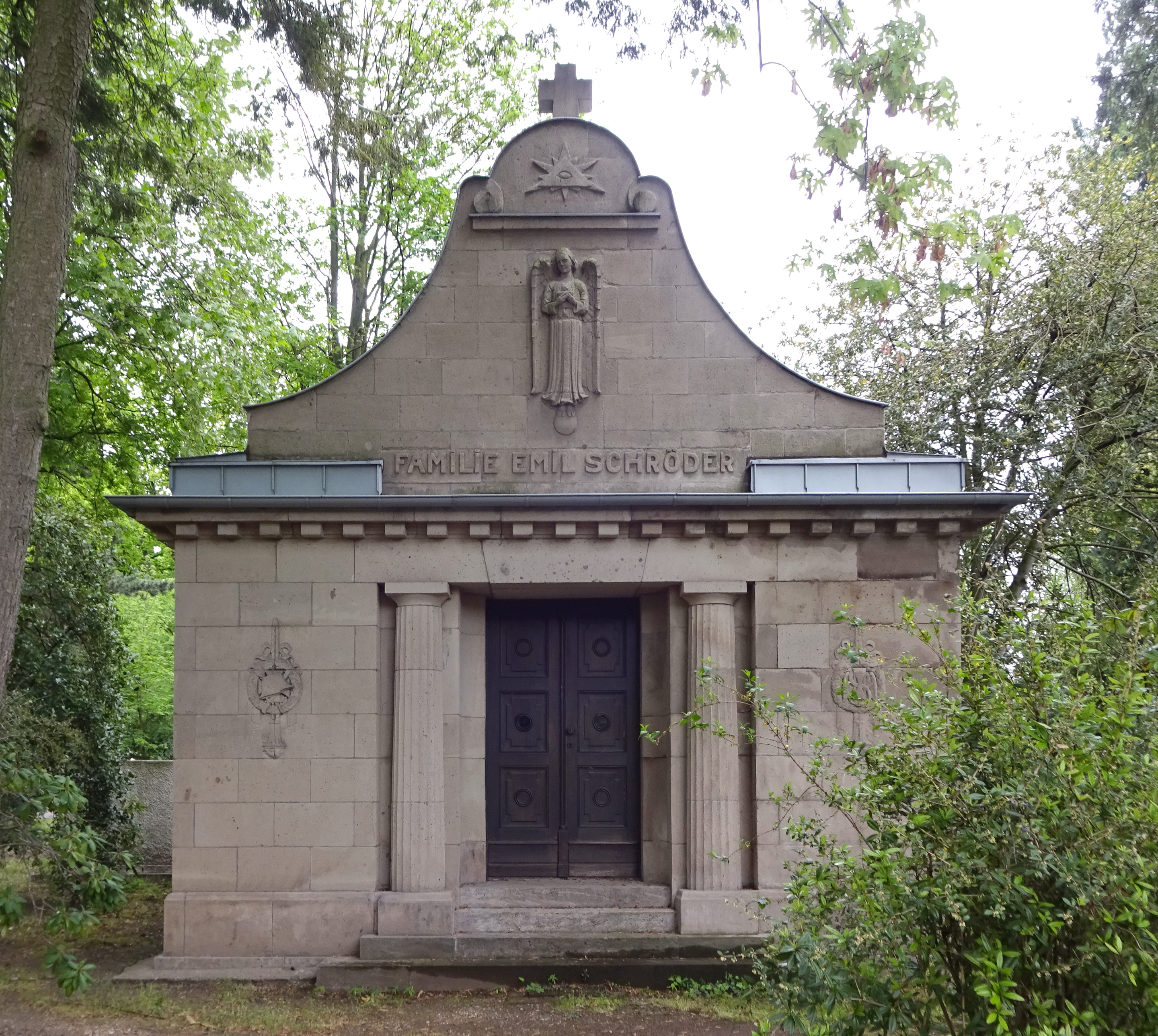
Chapelle funéraire de la famille d'Emil Schröder construite par Hermann Görke.

## Sépultures remarquables

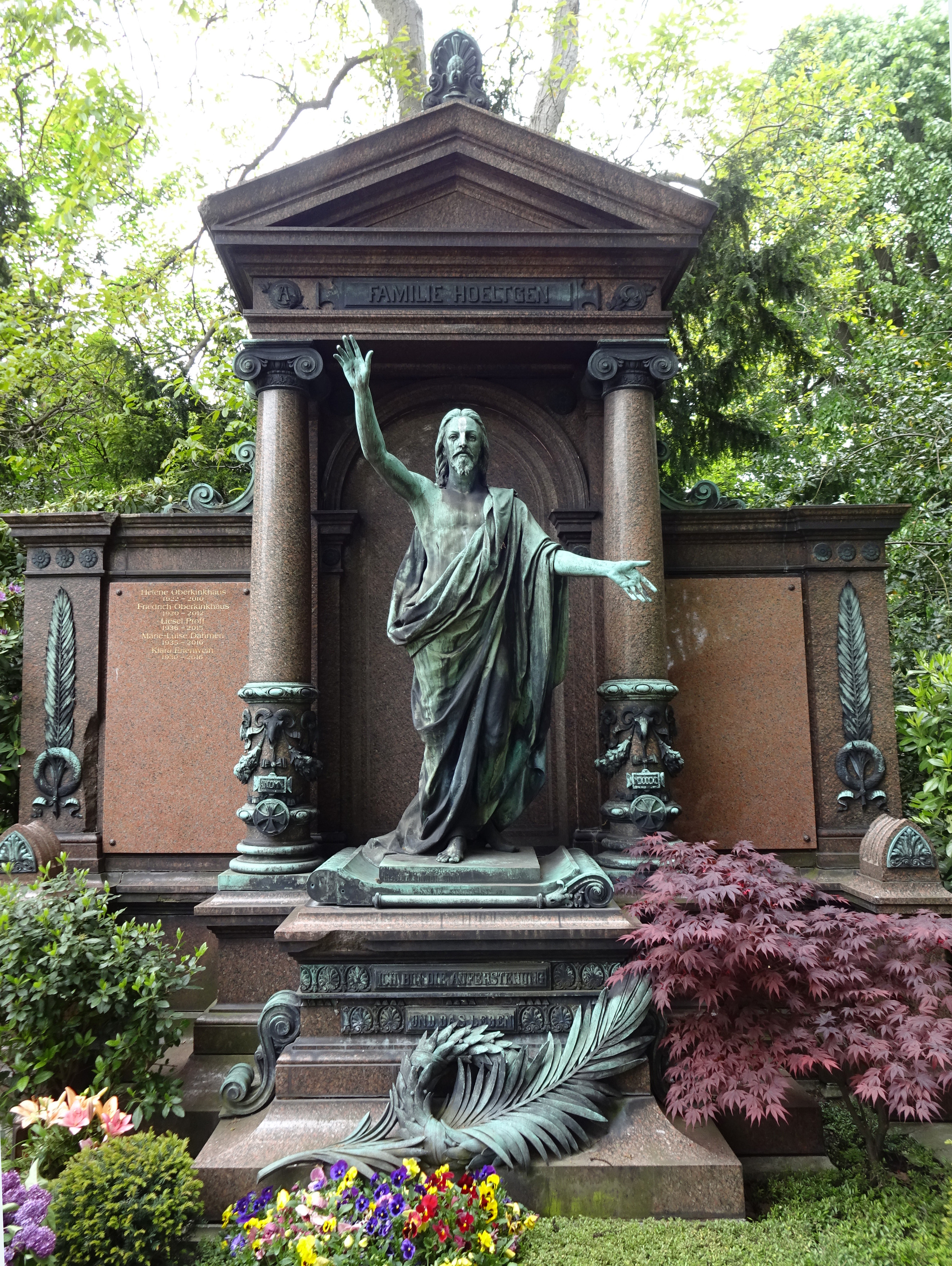
Sépulture Hoeltgen.

Comme déjà mentionné, la partie ancienne de 21 hectares du cimetière, conçue par Eduard Hoppe à l'époque, abrite un nombre particulièrement important de tombes splendides et insolites. Un grand nombre de tombes représentatives sont situées dans les divisions 61 à 64 sur la Millionenhügel (colline millionnaire) susmentionnée et autour de la chapelle près de l'entrée principale. Le nombre élevé de sépultures de familles industrielles est particulièrement frappant, ce qui souligne l'importance exceptionnelle de Düsseldorf en tant que métropole économique de l'ère wilhelminienne. Un certain nombre de sculpteurs, architectes et médailleurs célèbres de l'époque ont reçu des commandes pour ses sépultures. 
Immédiatement à gauche de la chapelle et à proximité immédiate de l'entrée principale se trouve probablement la tombe la plus ancienne du cimetière Nord : la tombe de la famille Hoeltgen, qui a été réenterrée ici du cimetière de Golzheim immédiatement après l'ouverture du cimetière Nord. L'accent est mis ici sur le bronze, avec la sculpture d'une figure masculine représentant le Christ ressuscité qui se tient devant la porte d'un temple, suggérant l'entrée dans l'éternité. À proximité, également sur la gauche devant la chapelle, se détache le monument à l'industriel Jean Louis Piedbœuf. La base imposante avec une croix au sommet a été créée par le sculpteur Gustav Rutz qui a également utilisé des éléments de style baroque. 
Dans la division voisine n° 6, l'on trouve la tombe des familles Breininger et Preuss qui attire l'attention avec une figure féminine en deuil en robe fluide. Plus au nord, dans la division 15, l'on remarque une autre tombe avec une figure féminine en deuil, c'est la tombe de Josef Ranker. La particularité de cette tombe est que la sculpture de la femme en question a été endommagée au cours d'un bombardement d'artillerie pendant la Seconde Guerre mondiale que l'on peut encore voir aujourd'hui à partir de quelques impacts de balles dans la sculpture.
L'une des tombes les plus élaborées du cimetière Nord est la tombe familiale de l'industriel Robert Zapp (1837-1917) qui se dresse sur le promontoire et qui présente plusieurs éléments de style architectural et mélange des symboles du christianisme primitif et de l'antiquité. Le monument en forme de pignon, autrefois entouré d'une lourde chaîne, a une arcade soutenue par des colonnes au milieu, dans laquelle une urne en bronze se tenait sur une couronne de laurier ; Là, on remarque un serpent stylisé se mordre la queue, signe du retour infini de la vie. Au sommet du pignon se trouve une croix avec un halo et des capsules de graines de pavot au pied. Ce dernier est basé sur l'ancienne représentation connue sous le nom de symbole du sommeil éternel. Une pierre stylisée en forme de sarcophage est placée devant le monument. L'architecte Ernst Roeting a conçu cette tombe.

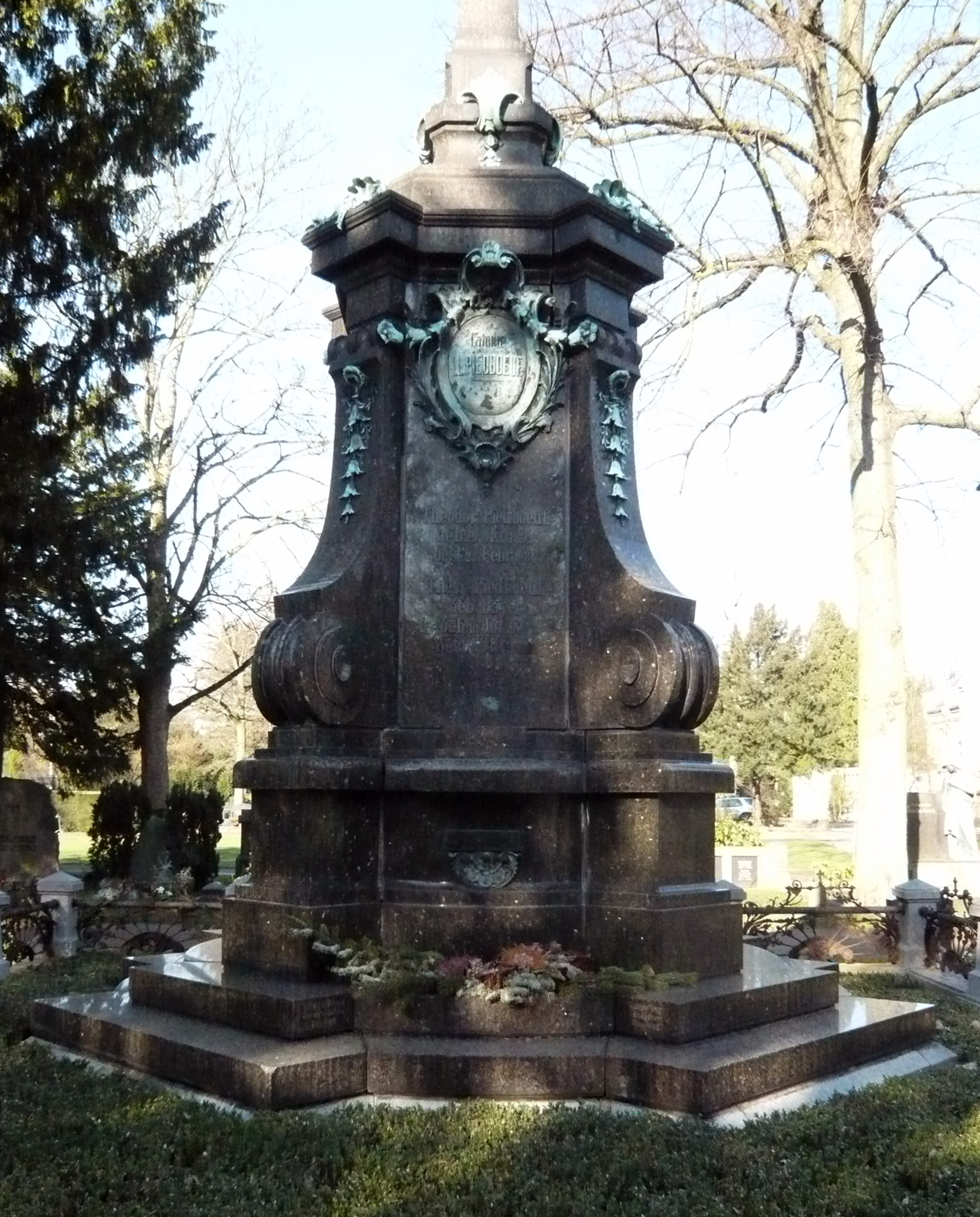
Tombe Piedbœuf par Rutz.
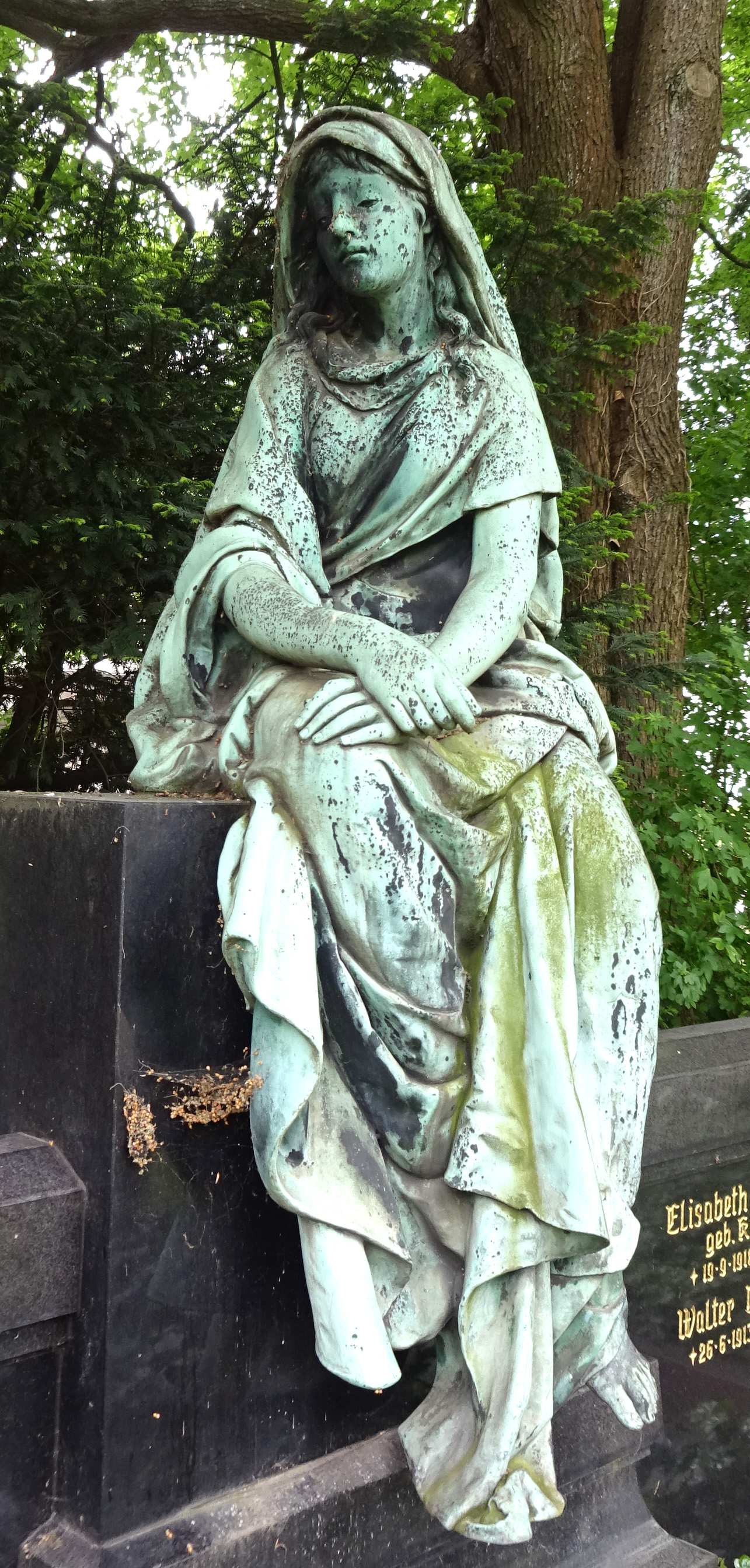
Tombe Breininger et Preuss.
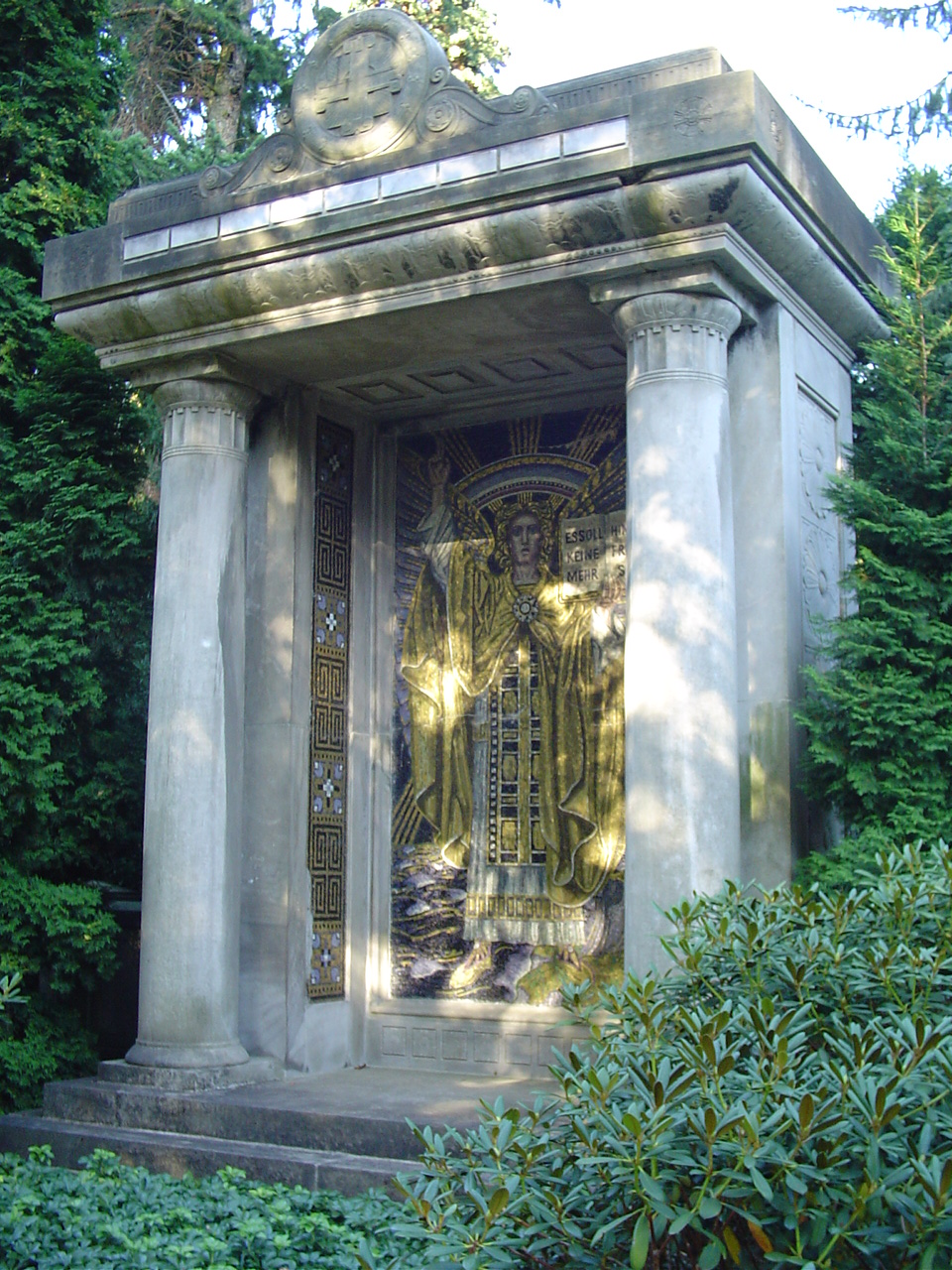
Sépulture en forme de temple de la famille Hilden-Eyckeler. L'entrée au caveau est décorée d'un ange  de mosaïques de Wilhelm Döringer. Le tombeau a été repris par Robert Gustav Zapp (1928–1999).
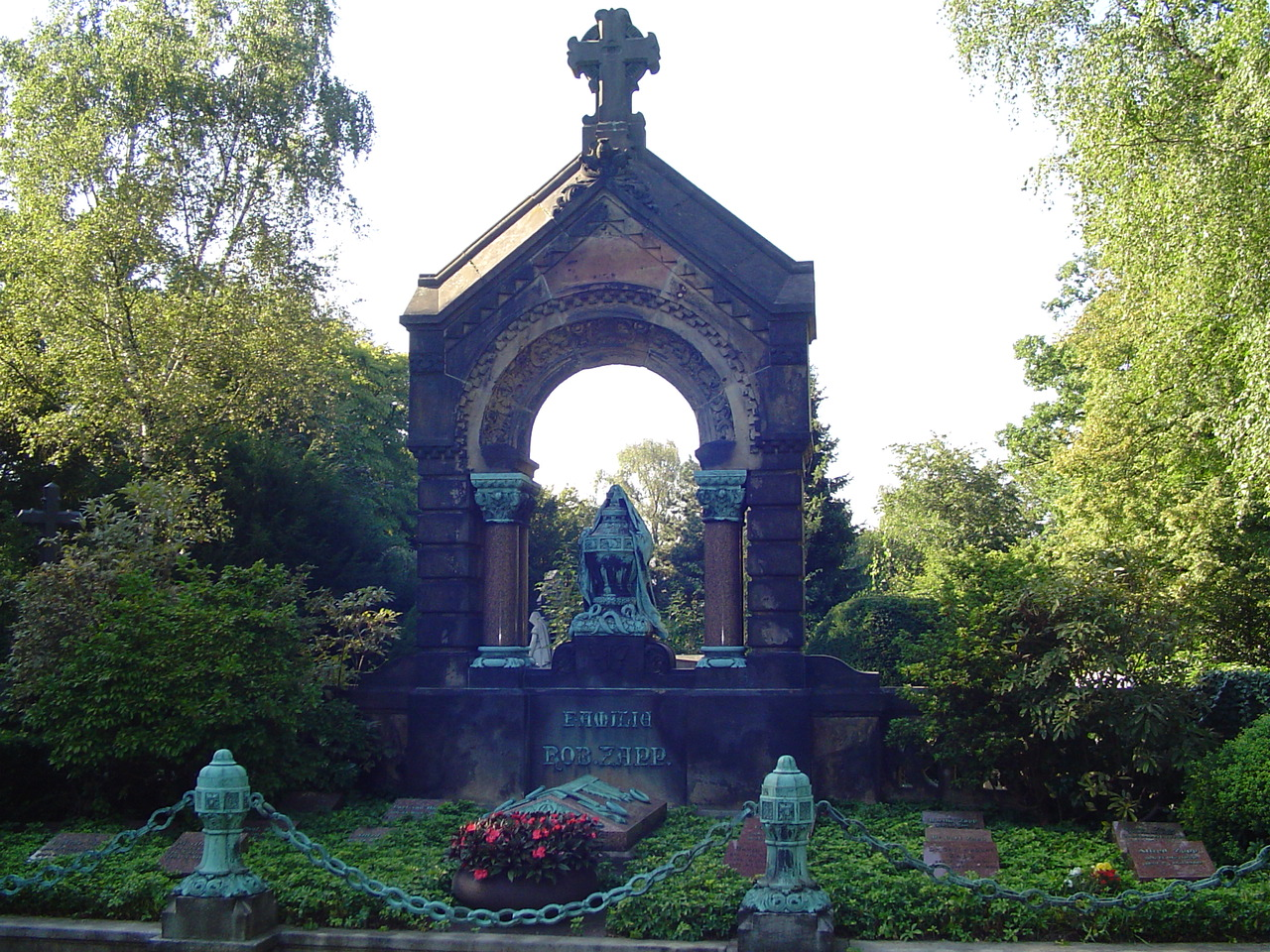
Sépulture de l'industriel Robert Zapp (1837-1917) construite par Ernst Roeting.

À côté se trouve la sépulture de la famille des industriels Haniel et de la famille de l'artiste Oeder. Elle présente un haut obélisque de granite poli conçu par l'architecte Gottfried Wehling. À l'autre bout de la colline, dans la division 72, la sépulture de la famille de l'industriel Reinhold Lupp, est une sépulture murale de granite noir avec une niche au milieu montrant la statue du Christ. Celles des entrepreneurs  Rudolf von Bennigsen-Foerder, Ferdinand Heye et Heinrich Lueg sont également remarquables. La famille des industriels Henkel a fait ériger un monument imposant dans la division 75 en forme de temple conçu par Walter Furthmann avec une coupole de verre et une statue de femme assise de marbre blanc, sculptée par Karl Janssen, beau-père de Hugo Henkel.
Au nord de la colline, au bord d'une allée de la division 73, le visiteur peut voir deux sculptures funéraires non loin l'une de l'autre dans un style antiquisant. L'une (assise sur la sépulture Poetter) est l'œuvre d'August Bauer et l'autre un jeune homme nu de bronze tenant un bâton de marche par le Français Paul Landowski pour la famille Preis.
Plus loin, l'on peut admirer à la division 85 la statue du Mineur avec sa lanterne. Il s'agit d'une édition de 1902 d'une statue de bronze de 1888 primée à plusieurs reprises d'Enrico Butti. C'est un hommage à l'industrie lourde dont Düsseldorf fut un des centres majeurs. Elle représente un mineur torse nu à demi allongé tenant une lanterne, un piolet aux pieds. Cette sculpture décorait à l'origine la sépulture de la famille von Gahlen, plus tard elle a été sur le mausolée de la famille des industriels Grillo. Lorsque celle-ci a perdu sa concession au profit de la famille Fieger au début des années 1960, l'architecte Wilhelm Dommel l'a placée dans un parc. Lorsque celui-ci a été supprimé, une association de Derendorf (Heimatverein Derendorfer Jonges) a appelé à son retour au cimetière du Nord, ce qui est fait en 1994.

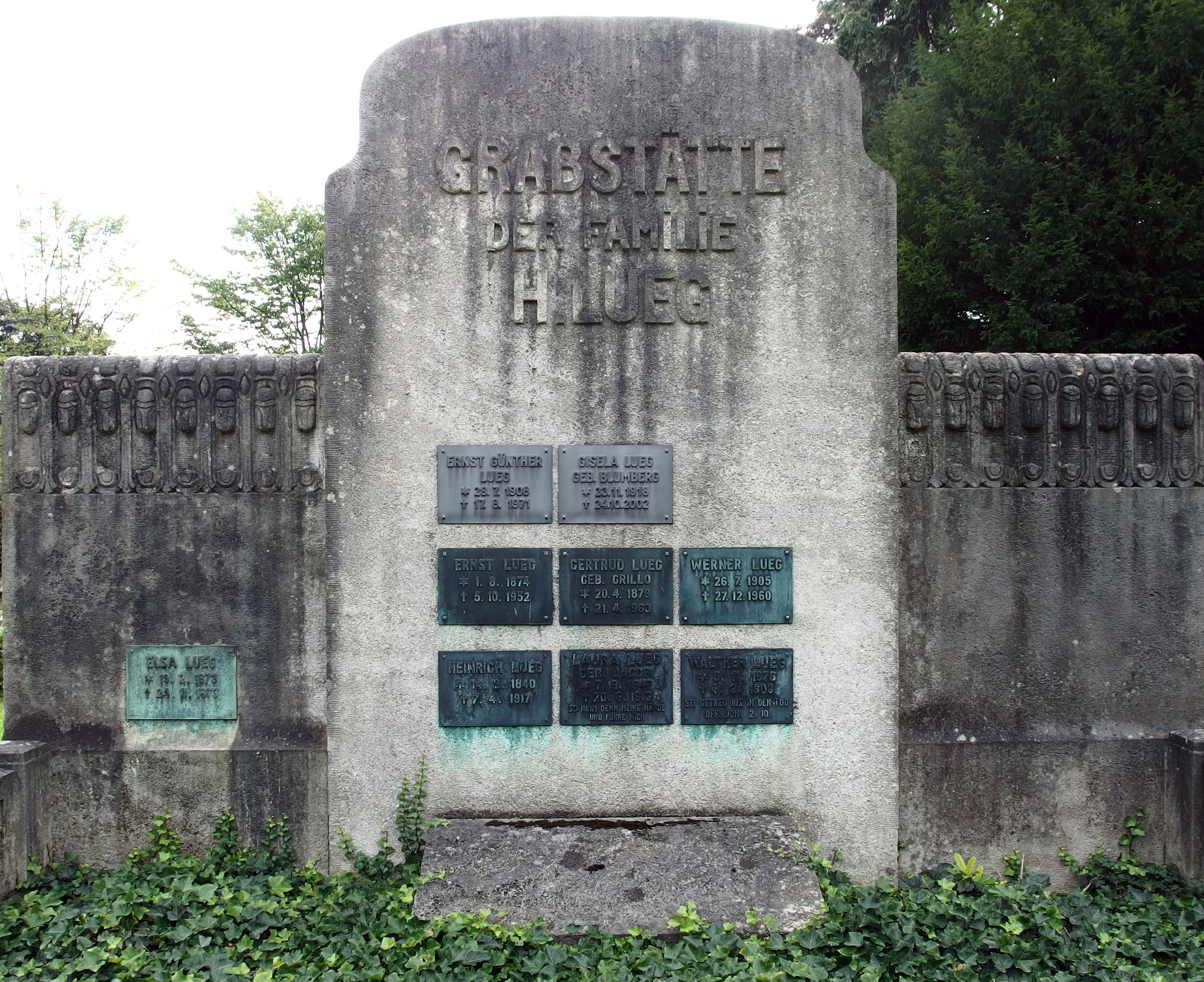
Sépulture Lueg.
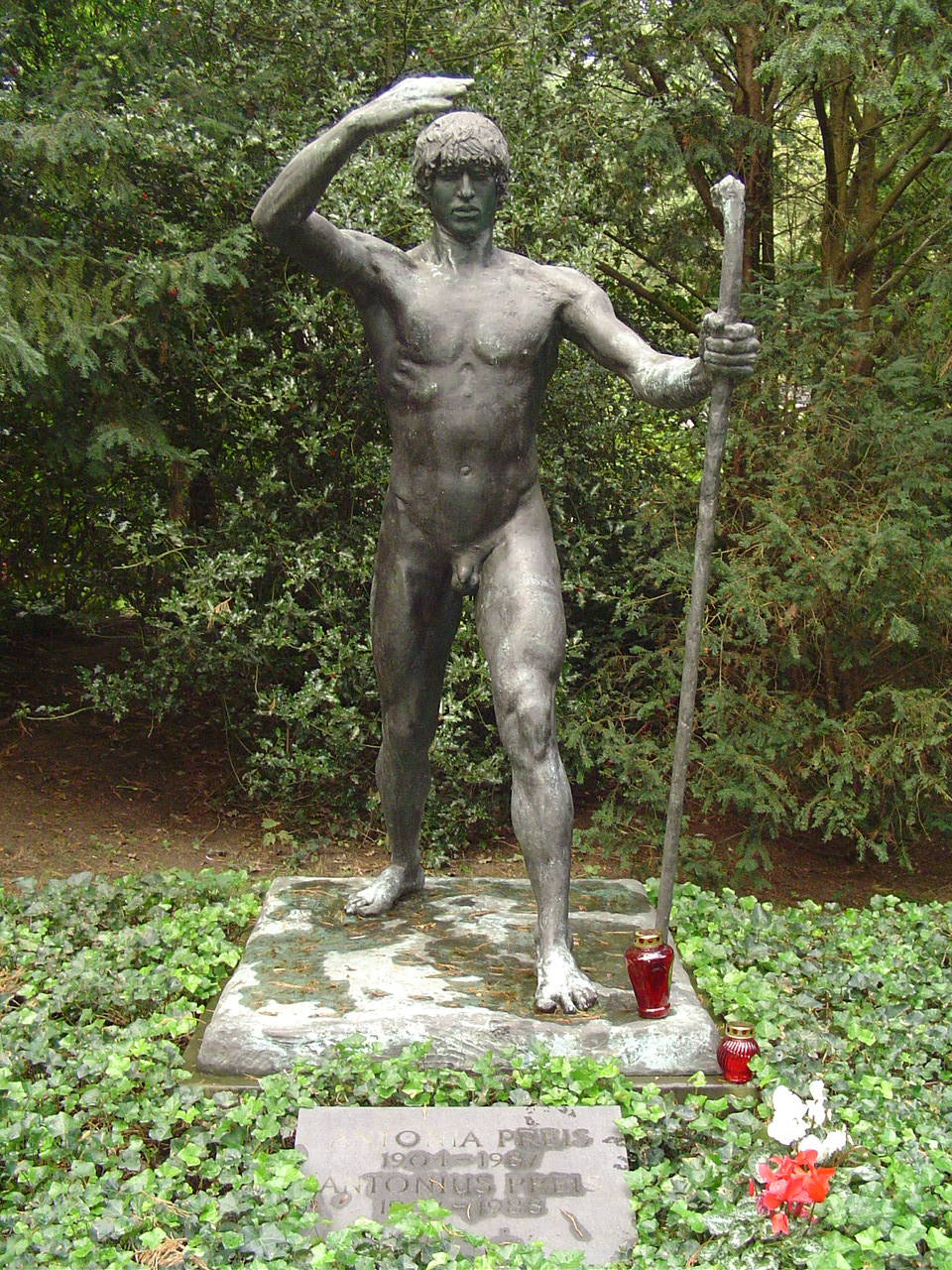
Sépulture Preis.
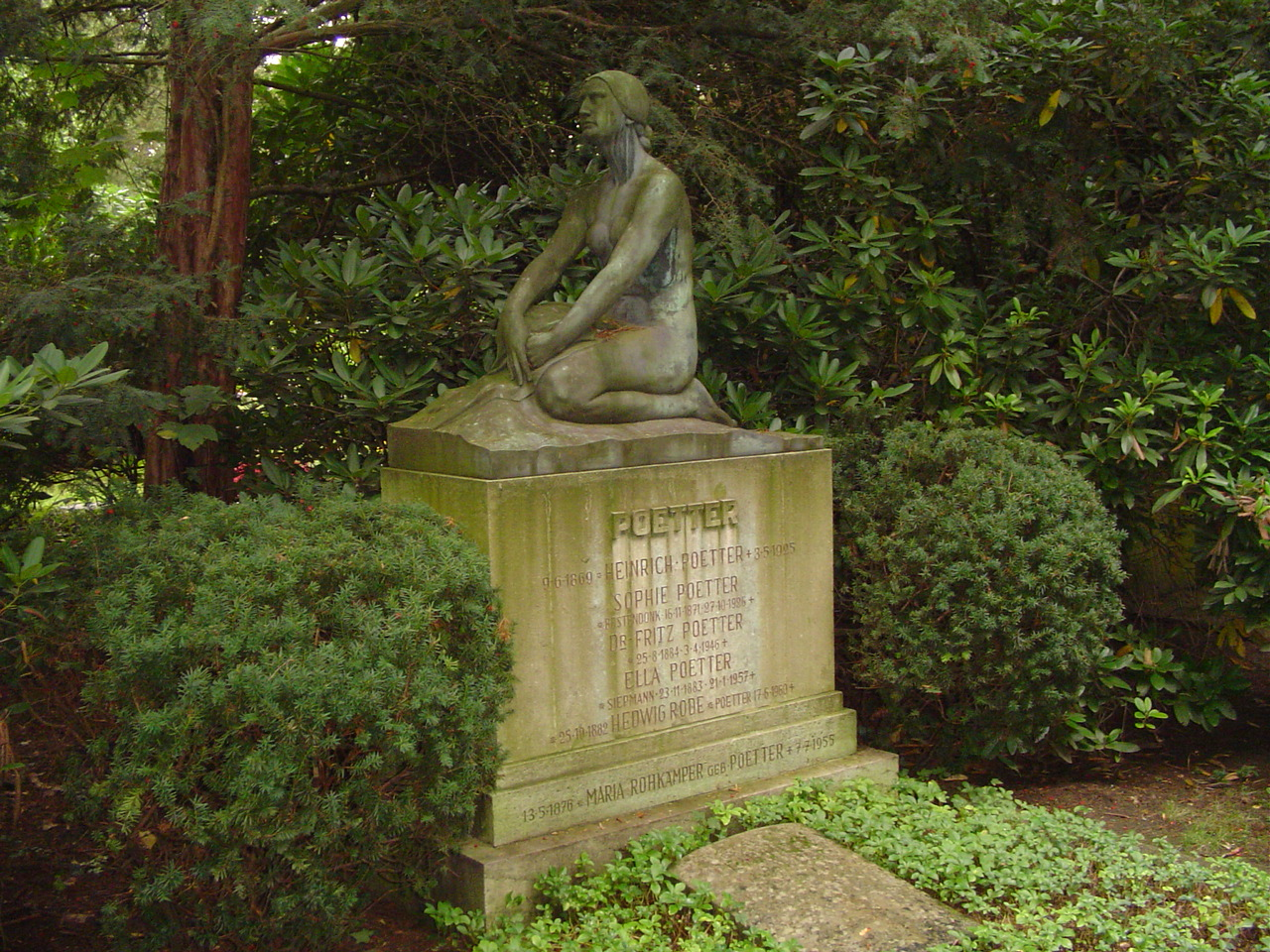
Sépulture Poetter.
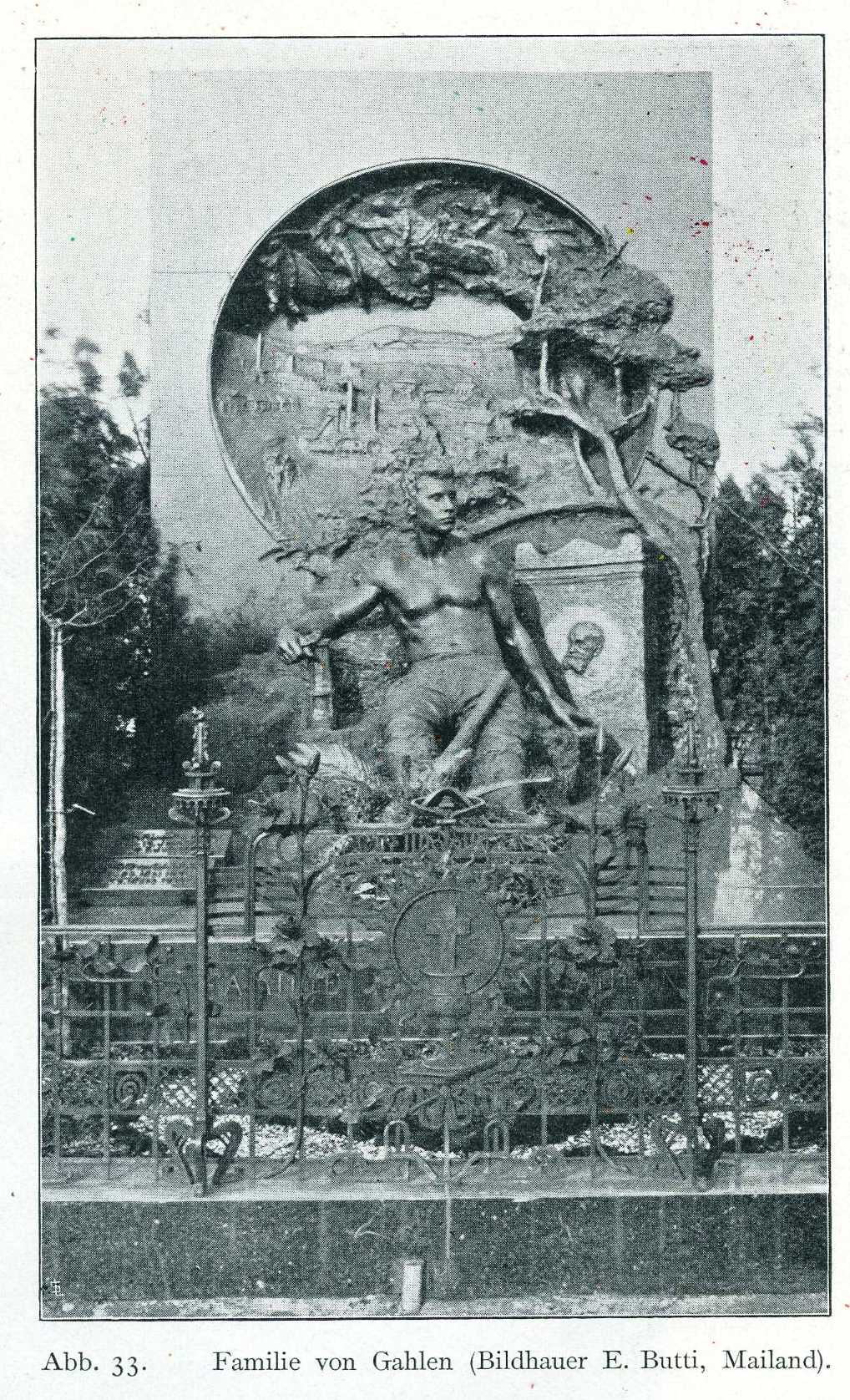
La sépulture von Gahlen avec la sculpture du Mineur en 1904.

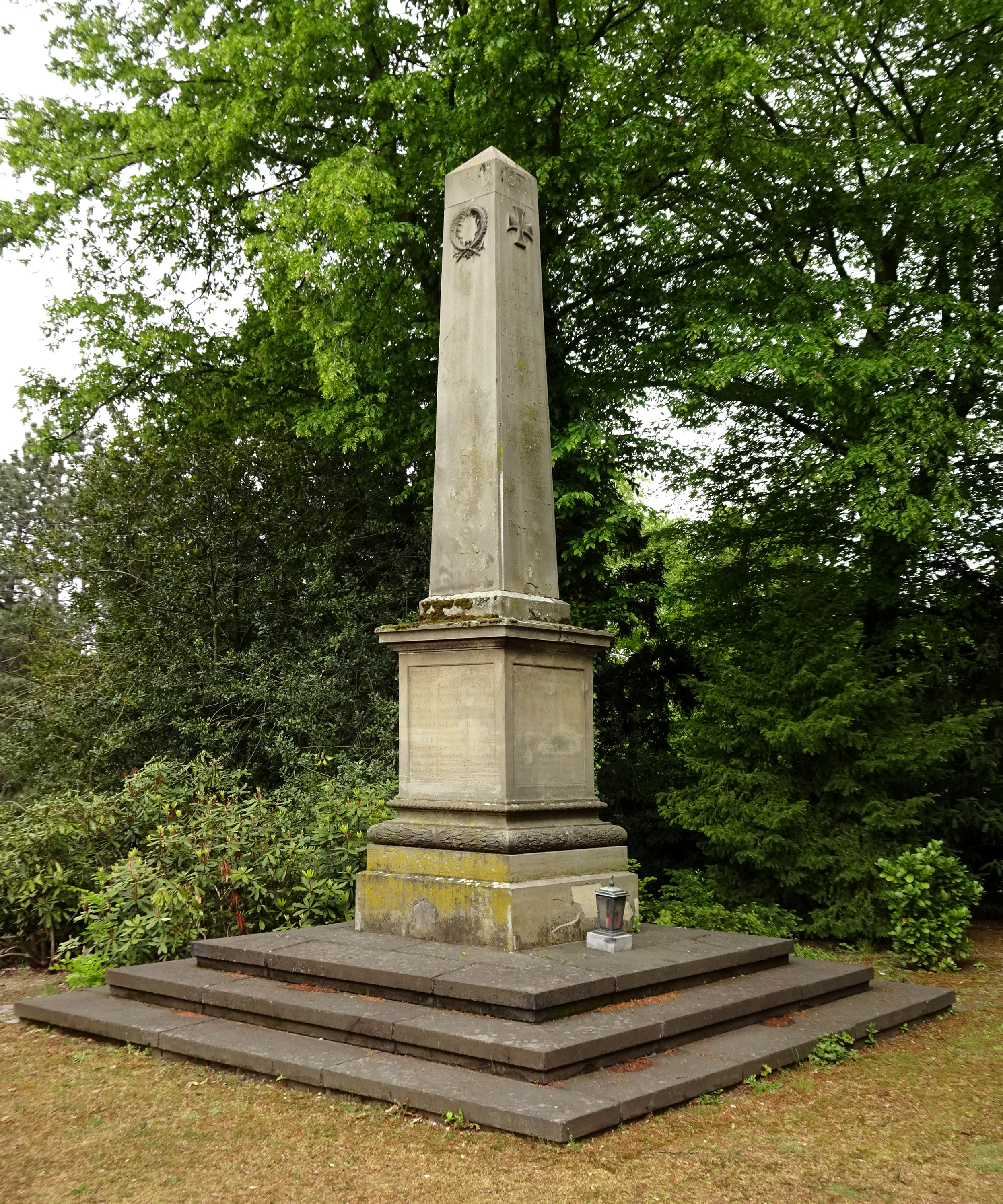
Monument aux morts de la guerre de 1870.

Dans la division 72, une double sépulture murale attire l'attention, il s'agit de celle du jeune diplomate Ernst vom Rath dont l'assassinat le 9 novembre 1938 à Paris par un juif polonais a été le prétexte du déclenchement de la nuit de Cristal. Son inhumation le 12 novembre a lieu en présence d'Hitler et donne lieu à une grande mise en scène de la part du régime.
Comme dans beaucoup de cimetières allemands de grandes villes, on trouve ici des tombes de soldats et de civils morts dans les dernières guerres. Près de la grande croix de calvaire de la Millionenhügel, un monument est érigé pour 157 soldats originaires de Düsseldorf tombés pendant la guerre de 1870 et un autre pour des prisonniers de guerre français de cette guerre. Ils se trouvaient auparavant au vieux cimetière de Golzheim, et lorsqu'il a été fermé ils ont été transférés au cimetière du Nord avec la croix de calvaire. Dans la division 118, l'on trouve le dernier repos de 1 179 victimes civiles et militaires de la Première Guerre mondiale, avec un monument conçu par l'architecte Hermann Goerke et le sculpteur Hermann Nolte. Le monument aux morts de la Seconde Guerre mondiale pour 4 000 soldats tombés est quant à lui l'œuvre du sculpteur Jupp Rübsam en 1958 dans la partie Nord-Ouest du cimetière (divisions 111 et 112). Son fils Peter Rübsam a réalisé en avril 1995 une stèle commémorative pour Aloys Odenthal (division 70) et dix autres tombes de résistants au régime national-socialiste dont quatre fusillés le 17 avril 1945 juste avant l'arrivée des troupes américaines.

## Personnalités inhumées
Feld (littéralement: champ) signifie section du cimetière.

### Nordfriedhof A–G
.
- Andreas Achenbach (1815–1910), peintre, citoyen d'honneur (Feld 50, Nr. 5 a–d)
- Oswald Achenbach (1827–1905), peintre, frère du précédent, citoyen d'honneur (Feld 27, Nr. 10 a–d)
- Benno von Achenbach (1861-1936), fils du précédent, écuyer de Guillaume II, créateur d'un système d'attelage
- Rudolf Amelunxen (1888–1969), premier ministre-président de la Rhénanie-du-Nord-Westphalie (Feld 15, Nr. 124–125)
- Rudolf Arnold (1889–1976), brasseur (Feld 74)
- Wolfgang Arps (1926–2001), acteur (Feld 64)
- Anders Askevold (1834–1900), peintre paysagiste et animalier norvégien faisant partie de l'École de Düsseldorf
- August Bagel (1838–1916), éditeur (Feld 62)
- Albert Baur l'Ancien (1835–1906), peintre de l'École de Düsseldorf
- Albert Baur le Jeune (1867–1959), fils du précédent, peintre
- Willi Becker (1918–1977), maire SPD de Düsseldorf (Feld 26, Nr. 16–17)
- Lida (1821–1895) et Eduard Bendemann (1811–1889), peintres (Feld 16, Nr. 3515/16)
- Rudolf von Bennigsen-Foerder (1926–1989), homme d'affaires (Feld 62)
- Richard Bloos (1878–1957), peintre (Feld 29)
- Arno Breker (1900–1991), sculpteur (Feld 58)
- Klaus Bungert (1926–2006), maire de Düsseldorf (Feld 71, Nr. 1–2)
- Norbert Burgmüller (1810–1836), compositeur (Feld 75, Nr. 40892–3)
- Wolfgang Döring (1919–1963), homme politique FDP (Feld 26)
- Louise Dumont-Lindemann (1862–1932), directrice de théâtre (Feld 27, Nr. 1–2)
- Hermann vom Endt (1861–1939), architecte (Feld 63)
- Walter von Engelhardt (1864–1940), architecte paysager (Feld 71)
- Joachim Erwin (1949–2008), maire de Düsseldorf (Feld 71, Nr. 1a–b)
- Ria Falk (1922–1986), championne de patinage (Feld 71)
- Ferdinand Fagerlin (1825–1907), peintre
- Heinrich Ferber (1832–1895), historien (Feld 71, Nr. 27392–3)
- Hermann August Flender (1839–1882), industriel (Flender-Werke) (Feld 74)
- Joseph von Fuchsius (1793–1854), maire de Düsseldorf (Feld 29)
- Eduard von Gebhardt (1838–1925), peintre, citoyen d'honneur (Feld 62, Nr. 46 1–4)
- Gotthard Graubner (1930–2013), peintre
- Cornelius Gurlitt (1932–2014), collectionneur d'art (Feld 56)
- Hildebrand Gurlitt (1895–1956), marchand d'art (Feld 56)

### Nordfriedhof H–O
- Franz Haniel junior (1842–1916), industriel, petit-fils du fondateur Franz Haniel (Feld 62)
- Heinrich Held (1897–1957), théologien luthérien (Feld 56e)
- Friedrich Karl Henkel (1848–1930), industriel (Feld 75)
- Helmut Hentrich (1905–2001), architecte, citoyen d'honneur (Feld 25, Nr. 25a–25b)
- Wilhelm Herchenbach (1818–1889), écrivain (Feld 28)
- Anatol Herzfeld (1931–2019), sculpteur (Feld 16)
- Laurenz Hetjens (1830–1906), explorateur, collectionneur (Feld 56e, Nr. 34907)
- Werner Heuser (1880–1964), peintre (Feld 70)
- Ferdinand Heye (1838–1889), industriel (Feld 62)
- Eugene Holmes (1934–2007), chanteur d'opéra (Feld 50)
- Carl Irmer (1834–1900), peintre (Feld 72)
- Georg Arnold Jacobi (1768–1845), propriétaire terrien, juriste, haut fonctionnaire ayant participé au plan d'urbanisme de Düsseldorf (Feld 72U, Nr. 23–24 47–48)
- Rudolf Jordan (1810–1887), peintre (Feld 8)
- Carl Jungheim (1830–1886), peintre (Feld 10)
- Franz Jürgens (1895–1945), résistant (Feld 70, Nr. 144)
- Josef Kleesattel (1852–1926), architecte (Feld 48, Nr. 12009–10)
- Karl Kleppe (1889–1945), résistant (Feld 70, Nr. 143)
- Joseph Knab (1894–1945), Widerstandskämpfer (Feld 70, Nr. 141)
- Gerda Kratz (1926–2011), sculptrice (Feld 17)
- Max Kratz (1921–2000), sculpteur (Feld 17)
- Christian Kröner  (1838–1911), peintre
- Magda Kröner (1854–1935), peintre
- Friedrich Lau (1867–1947), historien et archiviste (Feld 72, Nr. 7–8)
- Helmuth Liesegang (1858–1945), peintre (Feld 27, Nr. 119)
- Theodor Löbbecke (1821–1901), explorateur, collectionneur et fondateur de musée (Feld 71, Nr. 27448–50)
- Heinrich Lueg (1840–1917), industriel (Feld 62)
- Reinhold Lupp (1836–1909), industriel (Feld 72)
- Wilhelm Marx (1851–1924), maire (Feld 52, Nr. 267–271)
- Theodor Mintrop (1814–1870), peintre (Feld 72)
- Albert Mooren (1828–1899), ophtalmologue, citoyen d'honneur (Feld 64, Nr. 38957–60)
- Carl Mosterts (1874–1926), prêtre et théologien (Feld 79)
- Peter Müller (1916–2005), maire CDU (Feld 46, Nr. 2251–3)
- Hans Müller-Schlösser (1884–1956), poète régionaliste (Feld U16, Nr. 80)
- William Thomas Mulvany (1806–1885), industriel (Feld 62/43a, Nr. 1–4)
- Hans-Jürgen Nierentz (1909–1995), écrivain et homme de télévision (Feld 117)
- Georg Oeder (1846–1931), peintre (Feld 62)

### Nordfriedhof P–Z
- Jean-Louis Piedboeuf (1838–1891), industriel (Feld 5)
- Gustav Poensgen (1824–1904), industriel (Feld 62)
- Hermann Pohle (1831-1901), peintre
- Hermann Emil Pohle (1863-1914), fils du précédent, peintre
- Robert Pudlich (1905–1962), peintre (Feld 48)
- Ernst vom Rath (1909–1938), diplomate assassiné (Feld 72)
- Georg Kreuzwendedich von Rheinbaben (1855–1921), homme d'État prussien, citoyen d'honneur (Feld 26, Nr. 1)
- Heinrich Riemenschneider (1924–2013), acteur et directeur du Theatermuseum Düsseldorf (mausolée Nahrhaft)
- Fritz Roeber (1851–1924), directeur d'académie, citoyen d'honneur (Feld 56e, Nr. 34719–2)
- Detlev Rohwedder (1932–1991), homme d'afffaires (Feld 71)
- Kurt Sandweg (1927–2008), sculpteur
- Laurenz Schäfer (1840–1904), peintre (Feld 72)
- Caspar Scheuren (1810–1887), peintre (Feld 11, Nr. 1019)
- Heinrich Scheven (1833–1896), entrepreneur (Feld 71)
- Ernst Schiess (1840–1915), industriel (Feld 72)
- Carl Christian Schmid (1886–1955), maire et président du gouvernement de Düsseldorf
- Benedikt Schmittmann (1872–1939), juriste et résistant (Feld 14)
- Bruno Schmitz (1858–1916), architecte (Feld 73)
- Franz Schoenfeld (1834–1911), industriel (Feld 63)
- Eduard Schulte (1891–1966), industriel (Feld 11)
- Franz Schwann (1815–1888), éditeur (Feld 5)
- Karl Rudolf Sohn (1845–1908), peintre (Feld 70)
- Karl Stachelscheid (1917–1970), peintre (Feld 52)
- Ernst Tellering (1872–1916), industriel (Feld 72)
- Gerda Maria Terno (1909–1995), actrice (tombe Schwippert, Feld 75)
- Christian Gottfried Trinkaus (1843–1891), banquier (cf. HSBC Trinkaus) (Feld 62)
- Adolf Uzarski (1885–1970), peintre et homme de lettres (Feld 56e)
- Adolph von Vagedes (1777–1842), architecte (Feld 70, Nr. 22294)
- Benjamin Vautier (1829–1898), peintre (Feld 72)
- Albert Paul Veeh (1864–1914), pionnier de l'aviation
- Clara Viebig (1860–1952), femme de lettres (Feld 76, Nr. 47735)
- Fritz Vomfelde (1900–1961), maire (Feld 26, Nr. 54–59)
- Gebhardt von Walther (1902–1982), diplomate
- August Wittig (1823–1893), sculpteur (Feld 72)
- Fritz Wüst (1860–1938), explorateur (Feld 6)
- Robert Zapp (1837–1917), industriel (Feld 62)

## Carré des victimes de la Première Guerre mondiale

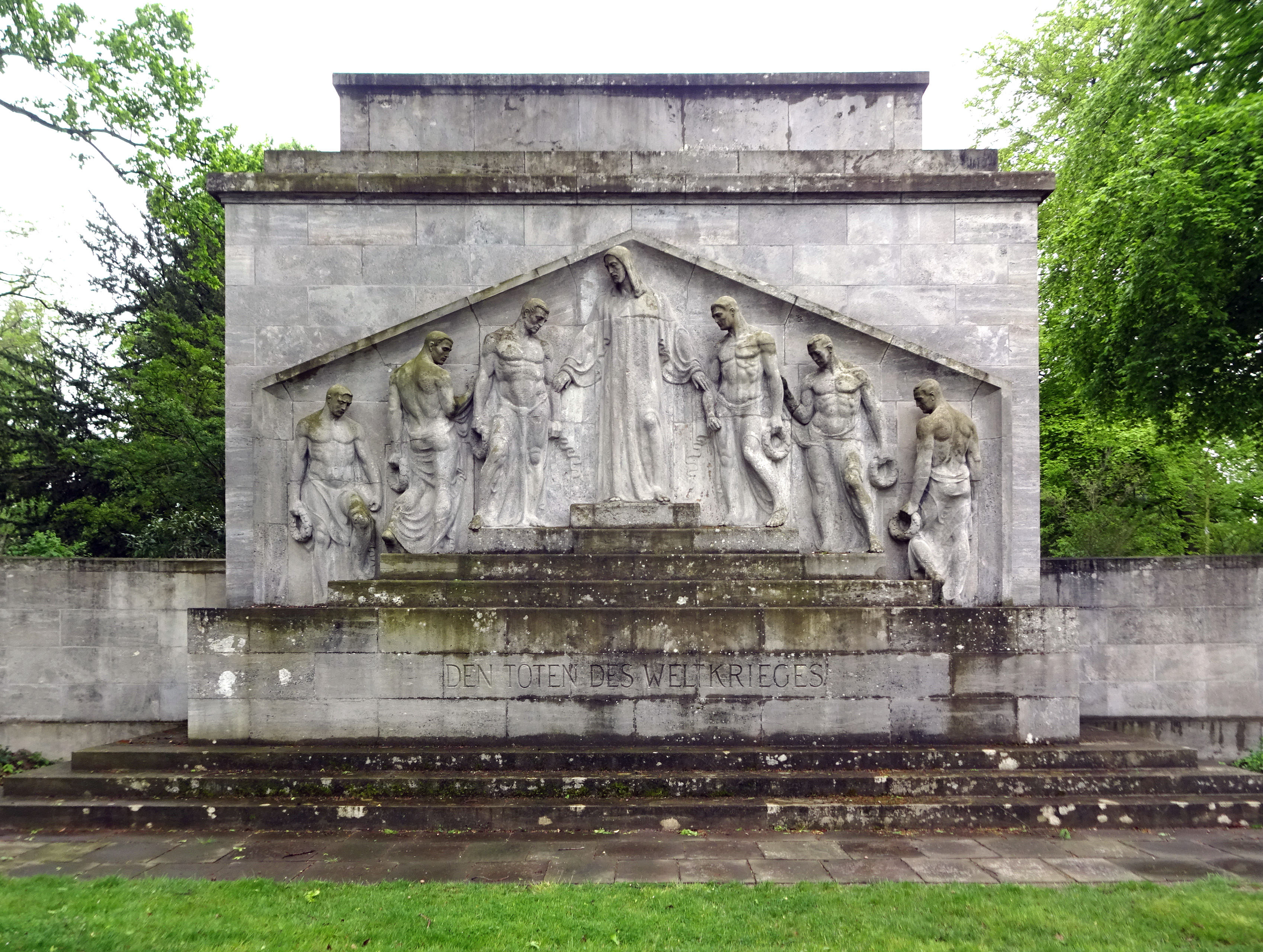
Monument aux morts de la Première Guerre mondiale.

Un grand carré militaire (Ehrenfeld) est ouvert dans les années 1920 pour 1 595 tombés de la Première Guerre mondiale. Pour chaque sépulture, une dalle de basalte avec les détails des morts est incrustée dans la pelouse. Le monument en calcaire coquillier (Jésus accueillant trois morts de chaque côté) a été construit par le sculpteur Hermann Nolte sur les plans d'Hermann Görke.